# Zapora minowa
Zapora minowa – zapora inżynieryjna, w której głównym elementem są miny różnego rodzaju. Jest przeznaczona do niszczenia wojsk i sprzętu bojowego przeciwnika. Obejmuje ona:
- pola minowe przeciwpancerne i przeciwpiechotne,
- grupy min konwencjonalnych i pojedyncze miny konwencjonalne,
- grupy min jądrowych i pojedyncze miny jądrowe.

Gotowość zapór minowych – określony stopień przygotowania zapór minowych do niszczenia wojsk i bojowego sprzętu technicznego przeciwnika. Rozróżnia się dwa stopnie gotowości zapór minowych:
1. Zapory w pełnej gotowości bojowej – miny uzbrojone, ogrodzenia i znaki ostrzegawcze zdjęte, kierowane pola minowe podłączone do źródeł prądu.
2. Miny uzbrojone, pola minowe ogrodzone i oznakowane, kierowane pola minowe zabezpieczone przed wybuchem.